# Intha
El intha (birmà အင်းသားလူမျိုး MLCTS ang: sa: lu. myui:, ɪ́ɴðá lùmjóʊ; lit. "fills del llac") són una branca de l'ètnia dels tavoyan que van emigrar fa uns cinc segles des de Tenasserim fins a la regió del llac Inle a la zona dels estats Shan, a l'actual estat de Yawnghwe (Myanmar). El seu nom vol dir "fills del llac". Són uns 150.000, de religió budista. Els shans, entre els que viuen, els anomenen Anghsa però el poble birmà els anomena "gent del llac". El 1901 eren 50.478 concentrats i algun miler més desperdigat.
Els intha parlen un birmà antic amb forta influència arakanesa (el tavoy se suposa d'origen arakanès) amb força barreja d'altres llengües sobretot el tailandès oriental i occidental, que ja no és entès pels birmans. Les antigues cròniques dels reis Tagaung parlen de la separació dels arakanesos del grup original birmà i esmenten la separació d'altres grups un dels quals se sap que es va establir als estats Shan i podrien ser els anecestres dels inthes i taungyos.

## Curiositat
Alguns dels intha que es desplacen amb barca practiquen la tècnica de remar amb una cama. La persona que rema, en posició dreta sobre una cama, mou el rem amb l'altra cama. Fent reposar l'extrem del rem a l'espatlla o subjectant-lo amb la mà de la mateixa banda de la cama que rema.